# Kyselina myristová
Kyselina myristová (systematický název kyselina tetradekanová) je běžná nasycená mastná kyselina se vzorcem CH3(CH2)12COOH. Její soli a estery se nazývají myristáty (systematicky tetradekanoáty).

## Název
Kyselina myristová je pojmenována podle svého výskytu v muškátovém oříšku (rostlina muškátovník vonný, ze které muškátový oříšek pochází, má odborný název Myristica fragrans).

## Výskyt
V „másle“ z muškátového oříšku je obsaženo asi 75 % trimyristinu, triglyceridu kyseliny myristové.
Tato mastná kyselina je rovněž přítomna v palmojádrovém oleji, kokosovém oleji, v másle a v menších množstvích také v mnoha živočišných tucích.
Isopropylmyristát, ester kyseliny myristové s isopropylalkoholem se používá v kosmetických přípravcích, kde se očekává dobrá absorpce kůží. Redukcí této kyseliny vzniká myristylaldehyd a myristylalkohol.